# Lukunić Draga
Lukunić Draga – wieś w Chorwacji, w żupanii karlowackiej, w mieście Ozalj. W 2011 roku liczyła 24 mieszkańców.